# Spider Loc
Spider Loc, właśc. Curtis Norvell Williams (ur. 14 lutego 1979 w Compton) – amerykański raper, członek G-Unit Records. W młodzieńczych latach mieszkał z ojcem, wtedy to przyłączył się do East Coast Crips Gang. Współpracował z artystami takimi jak np. Too $hort czy Ice Cube.

## Kariera
Przygodę z rapem rozpoczął w 1997 roku, na początku został odkryty przez Suge'a Knighta, który był właścicielem Death Row Records. Jednak Spider sześciokrotnie odmówił podpisania kontraktów płytowych i opuścił wytwórnię. W 2004 roku poznał Young Bucka, a potem na planie jednego z klipów samego 50 Centa. Cztery miesiące później podpisał kontrakt płytowy z G-Unit Records. W późniejszym okresie raper założył swoją własną wytwórnię płytową pod nazwą G-Unit West.
Był w konflikcie z Yukmouthem, Game'em, Lil Wayne'em i Snoop Doggiem.

## Dyskografia
- West Kept Secret: The Prequel (2007)
- Da 1 U Love 2 Hate (2008)
- B.A.Y.M.A.A.C. (2010)
- The Graveyard Shift (z 40 Glocc & DJ Drama) (2011)